# Ватсараджа
Ватсараджа — один з наймогутніших правителів династії Гуджара-Пратіхарів. Був племінником Нагабхати I

## Правління
Після смерті Нагабхати I, імовірно, державою правили володарі Какушта й Девараджа, після чого до влади прийшов Ватсараджа. Перший був племінником Нагабхати I й відомостей про нього майже не збереглось. Молодший брат Какушти, цар Девараджа, також правив нетривалий час та про його правління відомостей обмаль.
Ватсараджа первинно правив регіоном Аванті. Потім він у результаті перемоги над кланом Бханді завоював частини центрального Раджастхану. Окрім того він подолав Індраюдху з династії Аюдха, магараджу Каннауджа, і Дхармапалу, правителя Бенгалії.
Згодом правитель Раштракутів Дхрува повстав проти Ватсараджі і здобув перемогу. Після цього, імовірно, володіння Ватсараджі зосередились у Раджастхані.